# NGC 3979
NGC 3979 је лентикуларна галаксија у сазвежђу Девица која се налази на NGC листи објеката дубоког неба.
Деклинација објекта је - 2° 43' 14" а ректасцензија 11h 56m 1,1s. Привидна величина (магнитуда) објекта NGC 3979 износи 12,7 а фотографска магнитуда 13,7. NGC 3979 је још познат и под ознакама IC 2976, UGC 6907, MCG 0-31-3, CGCG 13-5, PGC 37488.